# 尤里·阿廖莎
尤里·阿廖莎（俄语：Ю́рий Ка́рлович Оле́ша，1899年3月3日—1960年5月10日），俄罗斯和苏联的小说家。他被认为是20世纪最伟大的俄罗斯小说家之一，尽管生活的时代充满压抑和审查，他仍成功地创作出具有持久艺术价值的作品。他的作品实现了巧妙的平衡，表面上传递出亲共产主义的讯息，但深入阅读后揭示出更细腻和丰富的内容。有时，他与朋友伊里夫和彼得罗夫、伊扎克·巴别尔以及辛希蒙·克日什扬诺夫斯基一起被归入奥德萨作家学派。他最先使用了“人类灵魂的工程师”一词。